# قها (القليوبية)
قها مدينة في مصر تابعة مركز طوخ التابع لمحافظة القليوبية.

## التاريخ
قرية قها من القرى القديمة، واسمها الأصلي وقت الفتح الإسلامي لمصر «كاهاني» (بالإنجليزية: Kahani)‏، وقد وردت باسم قها في أعمال الشرقية ضمن قرى الروك الصلاحي التي أحصاها ابن مماتي في كتاب قوانين الدواوين، كما وردت باسم قها من أعمال القليوبية ضمن قرى الروك الناصري التي أحصاها ابن الجيعان في كتاب «التحفة السنية بأسماء البلاد المصرية». وفي العصر العثماني كان اسمها في تربيع سنة 933هـ/1527م الذي أجراه الوالي العثماني سليمان باشا الخادم في عصر السلطان العثماني سليمان القانوني قها ضمن قرى ولاية القليوبية، وفي تاريخ 1228هـ/1813م الذي عدّ قرى مصر بعد المسح الذي قام به محمد علي باشا باسم قها ضمن قرى مديرية القليوبية.